# Галактион и Епистима
Галактион и Епистима (3. век, Феникија) - хришћански свети мученици и подвижници.
Православна црква их прославља 5(18). новембра.

## Биографија
Житије Галактиона и Епистиме саставио је Евтолмије, слуга Галактионовог таста. Текст житија је укључен у Менагион Симеона Метафраста и у Менологион Василија II Македонског. Касније је ова поучна прича постала део Староруског пролога под 5. новембром; а у 16. веку је уврштен у „Велику Менаион-Чтеније“ митрополита Макарија.
Преподобни мученици Галактион и Епистима, били су родом из града Едесе у Феникији,. Родитељи су им били незнабошци. Мати Галактионова је била нероткиња све док није крштена. Након тога се и његова отац крстио, тако да су у вери васпитали сина Галактиона. Када је Галактион приспео за женидбу, мајка Левкипија му је умрла, а отац га је верио за девицу Епистиму. Галактион није хтео брак, привео је Епистиму хришћанству. Након њеног крштења обоје су се замонашили. Отишли су на гору Пуплион, Галактион у мушки, а Епистима у женски манастир. Први на труду, први на молитви, први у смирености и послушности, први у љубави, манастире нису напуштали, нити су једно друго видешли до пред смрт. У време прогона хришћана њих двоје су ухапшени и изведени на суд. Мучили су их шибањем, одсекли су им руке, па ноге, па најзад и главе. Њихова тела је узео Евтолије и часно их сахранио.